# Dünnschnabel-Brachvogel
Der Dünnschnabel-Brachvogel (Numenius tenuirostris) ist eine monotypische Art aus der Familie der Schnepfenvögel. Er wird als einer der seltensten Vögel der West-Paläarktis von der IUCN als unmittelbar vom Aussterben bedroht (critically endangered) betrachtet und ist möglicherweise bereits ausgestorben. Im 19. Jahrhundert war der Dünnschnabel-Brachvogel in Mitteleuropa noch regelmäßig, wenn auch selten als Durchzügler und Wintergast zu beobachten. Seit den 1980er Jahren gibt es jedoch nur noch wenige Nachweise.

## Beschreibung
Der Dünnschnabel-Brachvogel erreicht eine Körperlänge zwischen 36 und 41 Zentimeter und wog zwischen 255 und 360 Gramm. Die Flügelspannweite betrug 80 bis 92 Zentimeter. Er war damit etwa so groß wie ein Regenbrachvogel, jedoch deutlich schlanker. Die Gefiederfärbung erinnerte an einen Großen Brachvogel, jedoch war der Dünnschnabel-Brachvogel gewöhnlich deutlich heller und der Schnabel völlig schwarz. Der Schnabel ist schlanker als bei den meisten Brachvogelarten und läuft in einer feinen Spitze aus. Im Prachtkleid fallen insbesondere die herzförmigen Flecken an den Flanken auf. Die äußeren Handschwingen sind fast schwarz und kontrastieren bei fliegenden Vögeln auffallend mit den weiß gefleckten inneren Schwingen und den großen Armdecken.
Der Bürzel und der Hinterrücken sind reinweiß, der Schwanz ist dunkel und weiß gebändert. Die Beine sind dunkelgrau. Die Rufe des Dünnschnabel-Brachvogels ähneln denen des Großen Brachvogel, jedoch sind sie etwas höher und kürzer.

## Verbreitung und Bestandsentwicklung

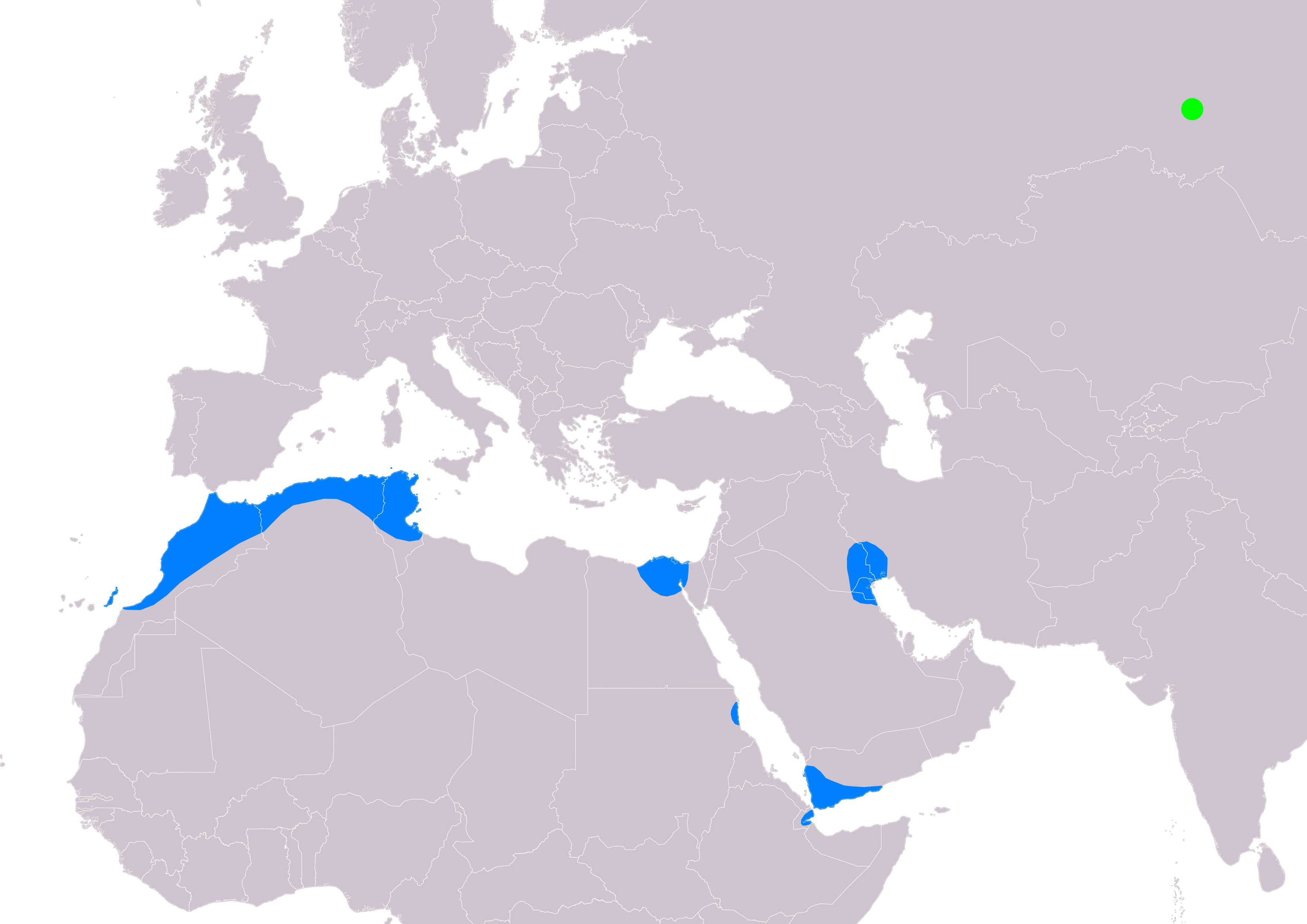
Verbreitung des Dünnschnabel-Brachvogels:
Brutgebiete
Überwinterungsgebiete
Population wahrscheinlich erloschen

Der Dünnschnabel-Brachvogel war ursprünglich in Westsibirien in den Mooren an Irtysch und Ob verbreitet. Die einzigen genau bekannten Brutgebiete befanden sich in der Region Tara etwa 250 Kilometer nördlich von Omsk, wo Dünnschnabel-Brachvögel in den Jahren zwischen 1914 und 1924 brüteten. Die Zugrouten führen aus dieser Region in südwestlicher Richtung in den Mittelmeerraum, wo die Vögel in einem Gebiet überwintern, das sich bis nach Marokko erstreckt. In geringer Zahl überwinterten sie vermutlich auch im Irak, am Persischen Golf und auf der Arabischen Halbinsel. Seit den 1980er Jahren wurden überwinternde Vögel in Marokko nur noch an einer Stelle beobachtet. Gesehen wurden dort fünf Vögel 1986, vier im Jahre 1988, drei in den Jahren von 1989 bis 1992, zwei in den Jahren 1993 und 1994 und einer im Jahre 1995. Seit 1995 gibt es keine Beobachtungen mehr. Eine im November 2024 veröffentlichte Studie in der Fachzeitschrift Ibis geht davon aus, dass die Art mittlerweile ausgestorben ist. Damit wäre der Dünnschnabel-Brachvogel nach dem Riesenalk (1852) und dem Kanaren-Austernfischer (wahrscheinlich um 1940, spätestens 1981) insgesamt die dritte Vogelart, die in Europa nach dem Beginn der Neuzeit verschwunden ist.
Es ist nicht bekannt, in welcher Region Dünnschnabel-Brachvögel derzeit noch brüten. Zwischen 1990 und 2008 wurde mehrmals versucht, diese Brutgebiete zu lokalisieren, jedoch erfolglos. Mitte der 1990er Jahre existierten noch zwischen 50 und 270 Individuen.
Als Ursache des starken Rückgangs gilt die intensive jagdliche Verfolgung in den Rast- und Überwinterungsgebieten. Wegen ihrer großen Ähnlichkeit mit anderen Brachvögeln ist bei Dünnschnabel-Brachvögeln das Risiko sehr hoch, dass sie versehentlich geschossen wurden. Offenbar gingen außerdem wichtigste Rastplätze in Steppengebieten sowie Feuchtgebiete im Mittelmeerraum verloren. Vermutet wird außerdem, dass Brutgebiete durch Umwandlung in landwirtschaftliche Anbauflächen zerstört wurden. Der starke Populationsrückgang hat vermutlich auch zu einem Zusammenbruch der Sozialstruktur geführt.

## Lebensraum und Lebensweise
Der Dünnschnabel-Brachvogel brütet in ausgedehnten Torfmooren, die mit Seggen, Sumpfschachtelhalmen, Zwergbirken und Korbweiden bestanden sind. Außerhalb der Brutzeit hielt er sich ähnlich wie der Große Brachvogel auf Wattflächen und in Salzmarschen sowie in Süßwasserfeuchtgebieten auf. Er wurde unter anderem in saliner Beifußsteppe, in Quellerfluren und auf Äckern beobachtet.
Die Nahrung besteht aus Insekten, Mollusken, Krebstieren und Würmern. Auf Grund des sehr schlanken Schnabels wurde geschlossen, dass die Art kleinere Beutetiere bevorzugt und diese in weicherem Substrat sucht als der Große Brachvogel und der Regenbrachvogel. Über die Fortpflanzungsbiologie ist sehr wenig bekannt. Auf Grund der wenigen gefundenen Nester ist jedoch sicher, dass Dünnschnabel-Brachvögel in flachen Bodennestern brüteten. Das Gelege besteht aus vier Eiern. Diese sind grauoliv, ocker oder braun und wiesen dunkle Flecken und Tupfen auf.

## Belege

### Einzelbelege
1. ↑  Numenius tenuirostris in der Roten Liste gefährdeter Arten der IUCN. Eingestellt von: BirdLife International, 2018. Abgerufen am 22. Januar 2025.
2. 1 2  Graeme M. Buchanan, Ben Chapple, Alex J. Berryman, Nicola Crockford, Justin J. F. J. Jansen, Alexander L. Bond: Global extinction of Slender-billed Curlew (Numenius tenuirostris). In: Ibis. 17. November 2024, doi:10.1111/ibi.13368 (englisch, wiley.com [PDF]).
3. 1 2  Simon Delany, Derek Scott, Tim Dodman, David Stroud (Hrsg.): An Atlas of Wader Populations in Africa and Western Eurasia. Wetlands International, Wageningen 2009, ISBN 978-90-5882-047-1, S. 303.
4. ↑  Dünnschnabelbrachvogel: Europas erste kontinentale Vogelart der Neuzeit ausgestorben. Abgerufen am 19. November 2024.
5. 1 2  Delany et al., S. 305.
6. ↑  Bauer et al., S. 464.
7. 1 2  Peter Colston, Philip Burton: Limicolen – Alle europäischen Watvogel-Arten, Bestimmungsmerkmale, Flugbilder, Biologie, Verbreitung. BlV Verlagsgesellschaft, München 1989, ISBN 3-405-13647-4, S. 184.